# Sint-Sebastiaankerk (Charneux)

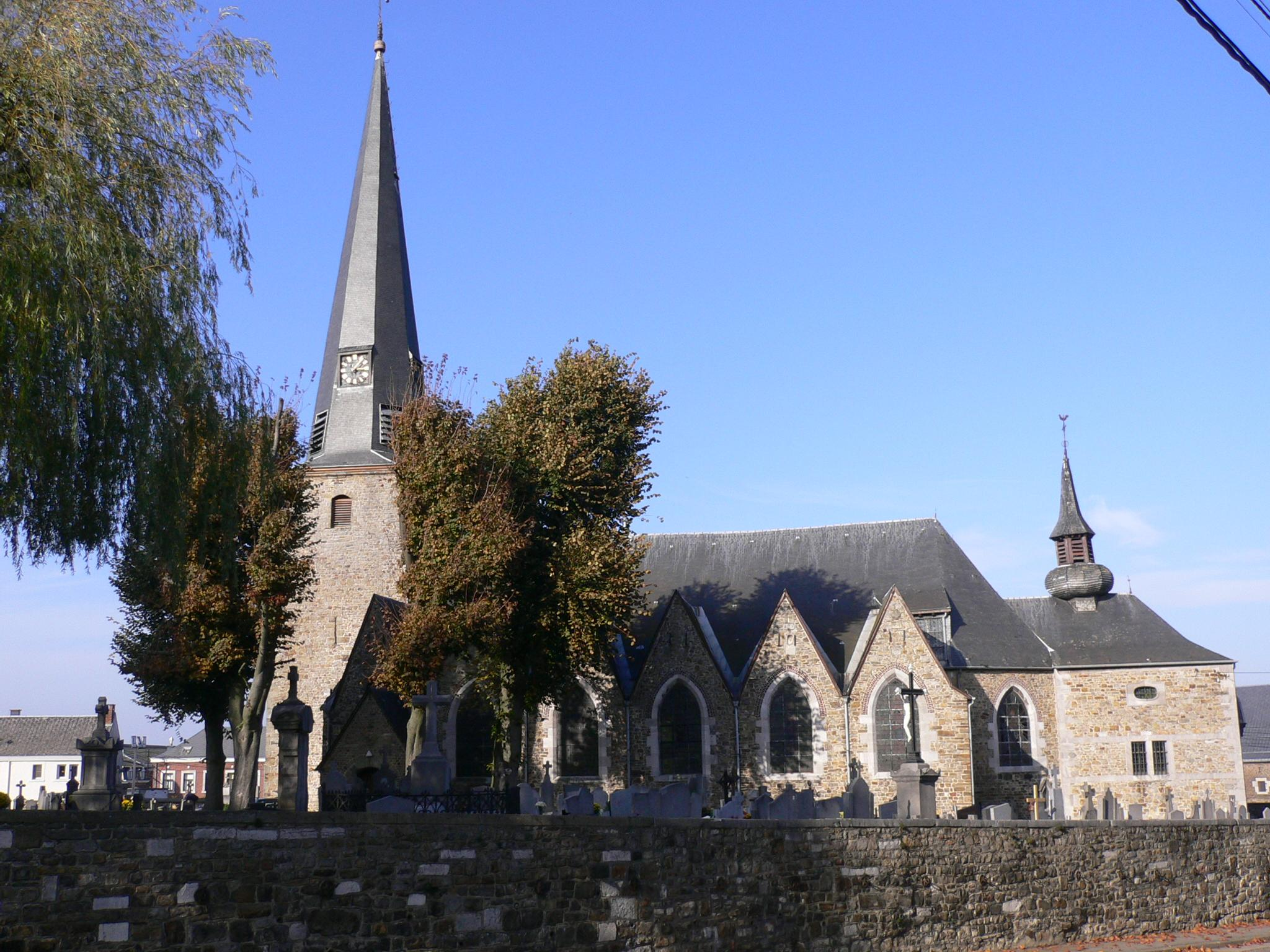
Sint-Sebastiaankerk

De Sint-Sebastiaankerk (Frans: Église Saint-Sébastien) is de parochiekerk van het tot de Belgische gemeente Herve behorend dorp Charneux, gelegen aan Petit Vinave.

## Geschiedenis
Reeds omstreeks 1300 was er sprake van een kapel in Charneux, die in 1380 tot parochiekerk werd verheven. In 1443 werd een koor ingezegend en in 1616 werd een nieuwe kerk ingewijd. In de eerste helft van de 18e eeuw werd in het verlengde van het koor een sacristie gebouwd. Kerk en toren zijn gebouwd in zandsteenblokken en kalksteen.
De massieve, vierkante voorgebouwde toren heeft nauwelijks vensteropeningen. Hij wordt gedekt door een achtkante spits. Het ingangsportaal is 17e-eeuws.
De toren, het middenschip en het driezijdig afgesloten koor zijn 15e-eeuws. De traveeën van beide zijbeuken zijn afgesloten met frontalen. Hier vindt men ook het chronogram: MaLe DICent bene fIat (1652).
Boven de sacristie bevindt zich een sierlijk torentje.

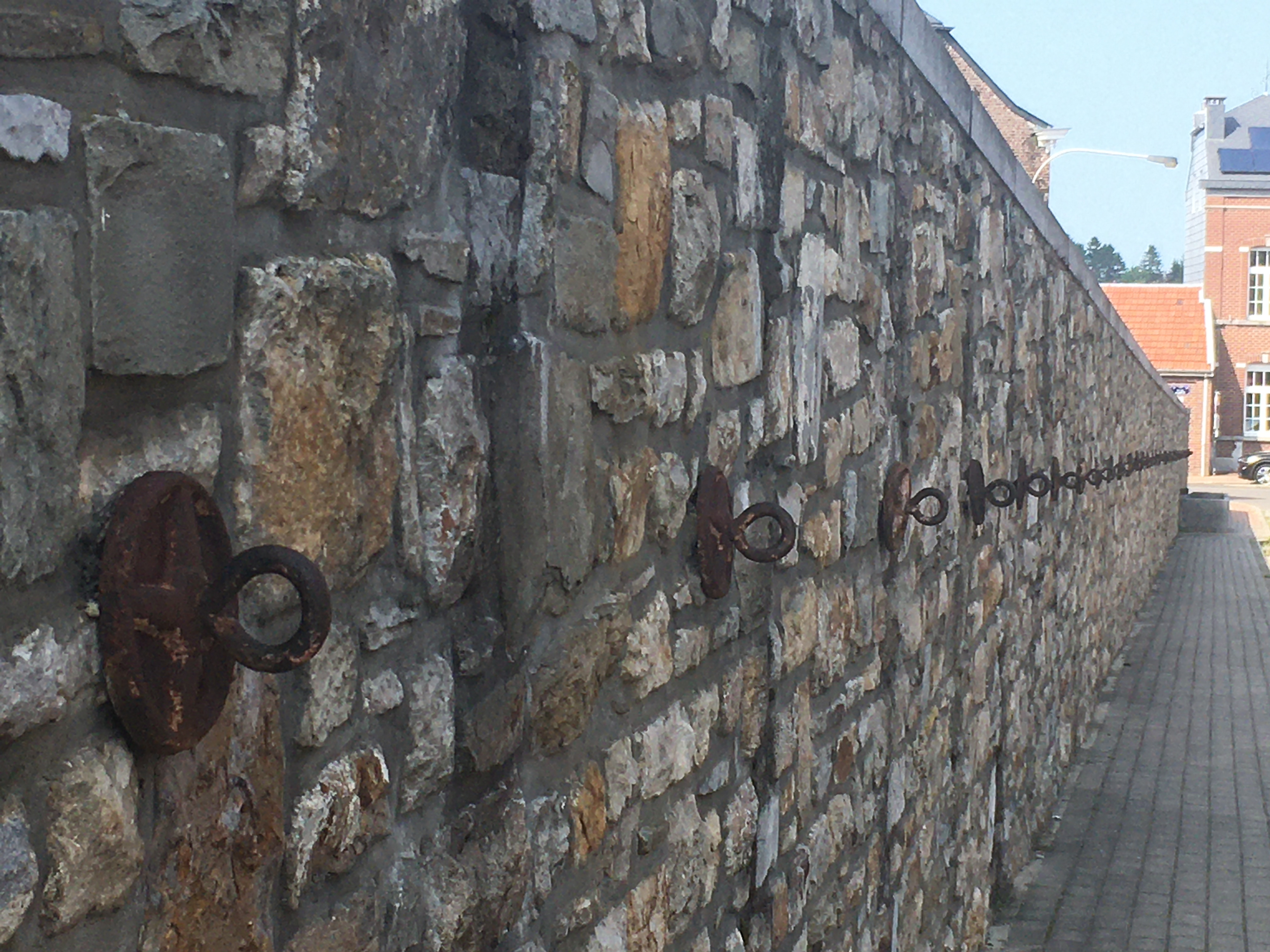
Kerkmuur met ringen voor het vee.

De kerk is omgeven door een ommuurd kerkhof. De muur werd herbouwd in 1844 en gerestaureerd in 1957. Ze bevat tweeëntachtig ringen waaraan vroeger het vee werd vastgemaakt tijdens de jaarmarkt op Sint-Catharinadag (25 november). Op het kerkhof vindt men talrijke grafkruisen uit de 16e, 17e en 18e eeuw.

## Interieur

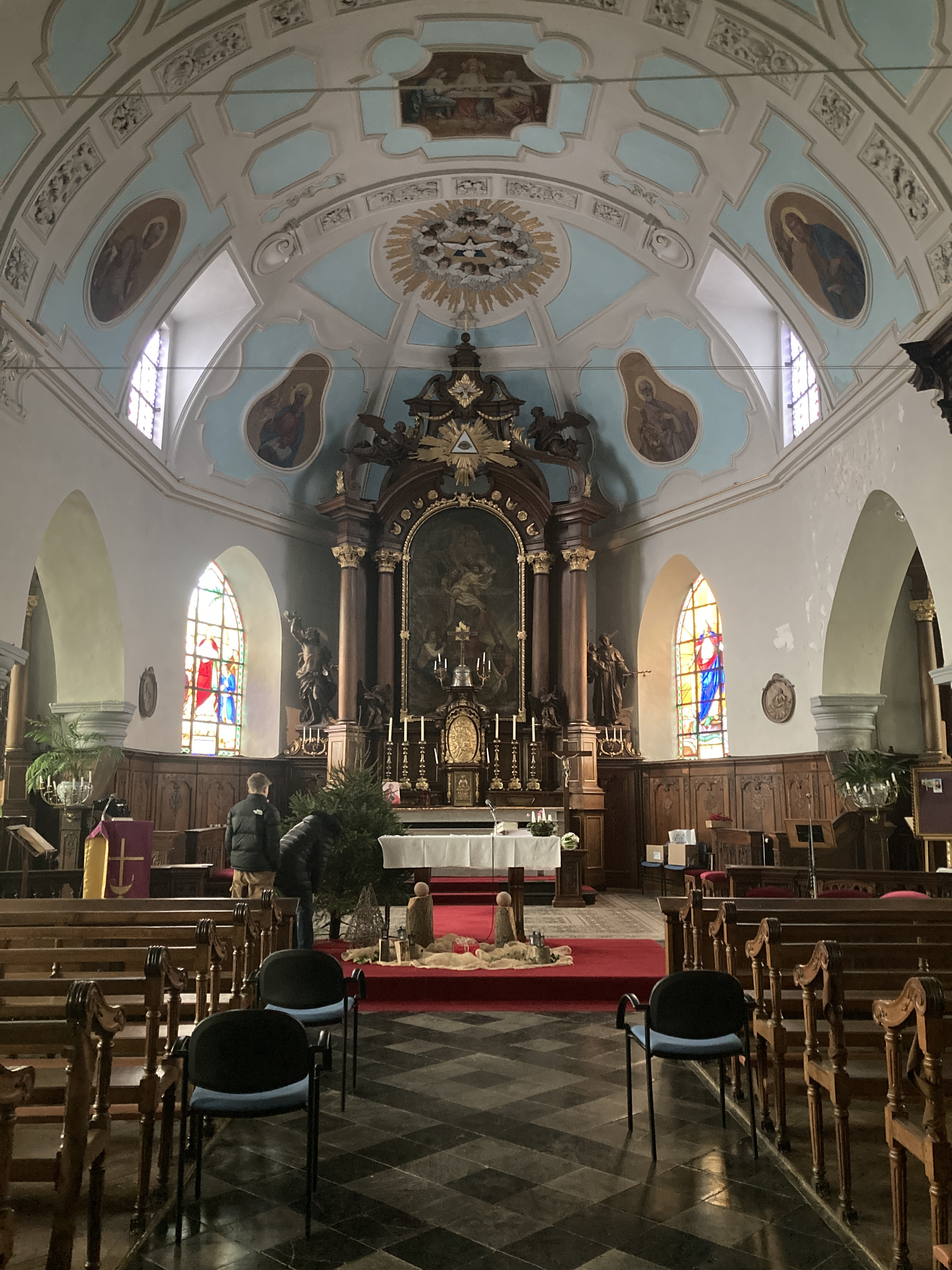
Interieur van de Sint-Sebastiaanskerk.

Het hoofdaltaar is van de tweede helft van de 18e eeuw. Het zijaltaar en de communiebank zijn van omstreeks 1750. De biechtstoelen zijn van de eerste helft van de 18e eeuw en afkomstig van de Abdij van Val-Dieu.
De preekstoel is eind-17e-eeuws en afkomstig van het Dominicanenklooster te Luik. Een marmeren wijwatervat is van de eerste helft van de 18e eeuw. Het natuurstenen doopvont heeft vier maskers en is 16e-eeuws.
Schilderingen van Jean-Baptiste Coclers zijn: een Sint-Sebastiaan, een Onze-Lieve-Vrouw Onbevlekt Ontvangen (1759) en mogelijk ook een Kruisafneming op het hoofdaltaar.